# Сиодзава, Канэто
Канэто Сиодзава (яп. 塩沢 兼人 Сиодзава Канэто) (Настоящее имя: Тосикадзу Сиодзава (яп. 塩沢 敏一 Сиодзава Тосикадзу) являлся японским актером озвучивания, сотрудничавшим с Aoni Production. Его отличительной чертой был холодный, спокойный голос, типичный для злодеев и антигероев.
После смерти Сиодзавы его роли в неоконченных произведениях приняли следующие сэйю:
- Кадзухико Иноуэ (Case Closed: Инспектор Сиратори)
- Иссин Тиба (Fist of the North Star: Рэй (видеоигры))
- Синъитиро Мики (Fist of the North Star: Рэй (фильмы и OVA))
- Исао Сасаки (Friends: Господин Грин)
- Такахиро Сакураи (South Park: Кайл Брофловски)
- Хидэюки Танака (Vampire Hunter D: Bloodlust: Ди, Анжелика: Клавис)
- Тосиюки Морикава (Tales of Phantasia: Dhaos)

## Позиции в Гран-при журнала Animage
- 1981 год — 16-е место в Гран-при журнала Animage в номинации на лучшую мужскую роль[1];
- 1982 год — 4-е место в Гран-при журнала Animage в номинации на лучшую мужскую роль[2];
- 1983 год — 7-е место в Гран-при журнала Animage в номинации на лучшую мужскую роль[3];
- 1984 год — 8-е место в Гран-при журнала Animage в номинации на лучшую мужскую роль[4];
- 1985 год — 15-е место в Гран-при журнала Animage в номинации на лучшую мужскую роль[5];
- 1986 год — 5-е место в Гран-при журнала Animage в номинации на лучшую мужскую роль[6];
- 1987 год — 10-е место в Гран-при журнала Animage в номинации на лучшую мужскую роль[7];
- 1988 год — 5-е место в Гран-при журнала Animage в номинации на лучшую мужскую роль[8];
- 1989 год — 6-е место в Гран-при журнала Animage в номинации на лучшую мужскую роль[9];
- 1990 год — 12-е место в Гран-при журнала Animage в номинации на лучшую мужскую роль[10];
- 2001 год — 20-е место в Гран-при журнала Animage в списке лучших сэйю[11]

## Роли

### Аниме
1979
- Ganbare! Bokura no Hit and Run (Мару);

1980
- Юная волшебница Лалабель (Морио Цубаки);
- Жар-птица 2772: Космозона Любви (Годо);
- Космический воин Балдиос (Марин Рейган);
- Фумун (Рок);
- Hello! Sandibelle! (Марк Веллингтон);

1981
- На пороге лета (Габриэль);
- ГоСёгун (Леонардо Медичи Бандл);
- Училка Матико (Фукуока-сэнсэй);
- Д'Артаньгав и три пса-мушкетера (Арамис);
- Космический воин Балдиос — Фильм (Марин Рейган);

1982
- Sentou Mecha Xabungle (Артур Ланк);
- Королева Тысячелетия — Фильм (Офицер Лар Металла);
- Densetsu Kyojin Ideon/Hatsudou Hen (Джоливер Ира);
- Densetsu Kyojin Ideon/Sesshoku Hen (Джоливер Ира);
- Истории Андромеды (Арк);

1983
- Mirai Keisatsu Urashiman (Людвиг);
- Ai Shite Night (Тоно);
- Хармагеддон — Фильм (Широ);
- Миюки (Ёсио Мураки);
- Ginga Shippu Sasuraiger (Рок);
- Nine Special (Эйдзи Курахаси);
- Plawres Sanshirou (Синдзи Мурао);
- Xabungle Graffiti (Артур Ланк);
- Time Slip Ichimannen Prime Rose (Таро);
- Nine (Эйдзи Курахаси);
- Midori no Neko (Санго Юно);
- Tokusou Kihei Dorvack (Гомес);

1984
- Вингмен - воин мечты (Шафт (Куроцу));
- Wata no Kuni Hoshi (Нэкомания);
- Shounen Keniya (Вакаги из племени Маасай);
- Кулак (Рэй);

1985
- Area 88 OVA (Син Кадзама);
- Мегазона 23 OVA-1 (БД);
- Кинжал Камуи (Синго);
- Tatchi (ТВ) (Такэси Куроки);
- Choujuu Kishin Dancougar (Рё Шиба);
- ГоСёгун: Странница во времени (Леонардо Медичи Бандл);
- Soukou Kihei Votoms: The Last Red Shoulder (Беймен);
- Akuma Shima no Prince: Mitsume ga Tooru (Кидо);
- Aoki Ryuusei SPT Layzner (Ле Кайн);
- High School! Kimen-gumi (Дай Монобоси);
- D - охотник на вампиров (Ди);

1986
- Искатели приключений в космосе (Пикасон);
- Драгонболл (ТВ) (Наму / Тэнрон);
- Кулак Северной Звезды — Фильм (1986) (Рэй);
- Karuizawa Syndrome (Кохэй Айдзава);
- Tatchi (фильм первый) (Такэси Куроки);
- Необыкновенная схватка (Генерал Зуда);
- Мегазона 23 OVA-2 (БД);
- Running Boy Star Soldier no Himitsu (Кацухико Номото);
- Aoki Ryuusei SPT Layzner OVA (Ле Кайн);
- Поиск исходных данных (Скотт);
- Рыцари Зодиака (Овен Му);
- Delpower X Bakuhatsu Miracle Genki! (Чарли Секто);

1987
- Кризис каждый день (Гибсон);
- Bats and Terry (Терри);
- Hell Target (Жан Мияура);
- Hiatari Ryoukou! TV (Син Микимото);
- Капризы Апельсиновой улицы (Мацуока-сэнсэй);
- TWD Express Rolling Takeoff (Вольф (Дюк));
- Карнавал роботов (Дэндзиро (A Tale of Two Robots));
- To-y (Той);
- Tsuideni Tonchinkan (Рэд / Тонбу);
- Песня ветра и деревьев (Август Бео);
- Жар-птица: Глава о Космосе (Тайин);
- Люпен III: Заговор клана Фума (фильм четвертый) (Гоэмон Исикава XIII);

1988
- Несносные пришельцы: Последняя глава (фильм 5) (Рупа);
- Легенда о героях Галактики: Мне покорится море звезд (фильм первый) (Пауль фон Оберштайн);
- Soukou Kihei Votoms: Red Shoulder Document - Yabou no Roots (Беймен);
- Akai Kodan Zillion Utahime Yakyoku (Гердок);
- Tokyo Vice (Акира Нагарэяма);
- Принцесса-вампир Мию OVA (Ларва);
- Легенда о героях Галактики OVA-1 (Пауль фон Оберштайн);
- Hiatari Ryoukou! Movie (Син Микимото);
- Дьявольский Проект Зеораймер (Сайга);
- Однофунтовое Евангелие (Дзиро Амакуса);

1989
- Война на Венере (Доннер);
- Hengentai Mayakou Karura Mau! Nara Onryou Emaki (Кэммоти);
- Йома: Посланцы царства тьмы (Маро);
- Гнев ниндзя — Фильм (Мори Ранмару (I));
- Ариэль OVA-1 (Абарт Хаузер);
- Землянин (Доктор Асино);
- Гарага (Рэнди);

1990
- Teki wa Kaizoku: Neko-tachi no Kyouen (Герберт Кац);
- Carol (Кларк);
- Fushigi no Umi no Nadia (Император Нео);
- Кибер-город Оэдо 808 (Меррил Бэнтэн Янагава);
- Transformers Z (Соник Бомбер);
- Hengentai Mayakou Karura Mau! Sendai Kokeshi Enka (Кэммоти);
- Aries: Shinwa no Seizakyuu (Зевс);
- Ёко - охотница на демонов (Бирю);
- Войны вампиров (Мураки);

1991
- Ариэль OVA-2 (Абарт Хаузер);
- Судья Тьмы (Хоитиро Ома);
- Сказание об Арислане (Нарсес);
- Doomed Megalopolis (Ёитиро Тацумия);
- Kyuukyoku Choujin R (Эр / Итиро Танака);
- Ранма 1/2 (фильм первый) (Кирин);

1992
- Син-тян (Бурибури Заэмон);
- Ранма 1/2 (фильм второй) (Кирин);
- Ai no Kusabi (Ясон Минк);
- New Dream Hunter Rem: Satsuriku no Mugen Meikyuu (Джулиан);
- Усио и Тора (Цубура);
- Tsuyoshi Shikkari Shinasai (Ноёсиэ Минамото);
- Papuwa (Руза);

1993
- Miracle Girls (Хидэаки Курасигэ);
- Сейлор Мун R (Принц Димондо);
- Kamen Rider SD Kaiki?! Kumo Otoko (Тень Луны);
- Бронеотряд 1941 (Ганс Лингель);
- Полудракон (Розарио);
- Battle Spirits: Ryuuko no Ken (Джон Кроли);

1994
- Red Baron (Комэй Янаги);
- Уличный боец II — Фильм (Балрог);
- Компания по борьбе с духами (Тору Накасуги);
- Gatchaman (1994) (Берг Катце);

1995
- Уличный боец II (Балрог);

1996
- Детектив Конан (Детектив Сиратори (серии 146—157));
- Драгонболл БП (Сань Син Лун);
- Видение Эскафлона (Зонги);
- Особые Рубаки (Виста);
- MD Geist II — Death Force (M.D. Краузер);

1997
- Mahou Gakuen Lunar! Aoi Ryu no Himitsu (Мемфис);
- Син-тян 1997 (фильм 5) (Лавандер);
- Agent Aika (Рудольф Харгэн);
- Пламя Рэкки (Магэнся);
- Ангелы Вуги OVA-1 (Леон Кугар);

1998
- Сумерки Повелителя Тьмы (Кудо);
- Воскрешение Ниндзя (Тамия);
- Легенда о Басаре (Агэха);
- Югио! (Шади);
- Silent Moebius (Ганосса Максимилиан);
- Луна пылающей ночи (Бункан);

1999
- Звёздный Герб (Дусаню);
- Digimon: Digital Monsters (Девилмон);

2000
- Анжелика OVA-1 (Клавис);
- Хранители врат (Ясутака Фукуока);
- Звёздный Флаг (Принц Дусанья Абриэль);

### Фильмы
- Detective Conan: The Time Bombed Skyscraper (детектив Сиратори);
- Detective Conan: The Fourteenth Target (детектив Сиратори);
- Detective Conan: The Last Magician of the Century (детектив Сиратори);
- Detective Conan: Captured In Her Eyes (детектив Сиратори);